# Saison 2018-2019 du Castres olympique
Cette page présente la saison 2018-2019 du Castres olympique en Top 14 et en Coupe d'Europe.

## Entraîneurs
- Christophe Urios (manager)
- Joe El Abd (entraîneur)
- Frédéric Charrier (entraîneur)

## La saison

### Pré-saison
Équipé par Kipsta du groupe Décathlon depuis 2014, le CO change d'équipementier, le 1er juillet, Kappa devenant le nouveau partenaire pour une durée de 3 ans, soit jusqu’en 2021,,.

## Effectif
| Nom                   | Poste               | Naissance         | Nationalité sportive | Sélections | Dernier club          | Arrivée au club (année) | Joueur issu des filières de formation |
| --------------------- | ------------------- | ----------------- | -------------------- | ---------- | --------------------- | ----------------------- | ------------------------------------- |
| Antoine Tichit        | Pilier              | 13 juin 1989      | France               | -          | US Oyonnax            | 2015                    | JIFF                                  |
| Daniel Kotze          | Pilier              | 28 mars 1987      | France               |            | ASM Clermont          | 2016                    | NON JIFF                              |
| Tudor Stroe           | Pilier              | 6 novembre 1993   | France               | -          | Tarbes PR             | 2016                    | JIFF                                  |
| Marc Clerc            | Pilier              | 9 juin 1987       | France               |            | Union Bordeaux Bègles | 2018                    | JIFF                                  |
| Paea Fa'anunu         | Pilier              | 4 novembre 1988   | Tonga                |            | US Dax                | 2018                    | NON JIFF                              |
| Tapu Falatea          | Pilier              | 12 décembre 1988  | France               |            | RC Narbonne           | 2018                    | JIFF                                  |
| Wilfrid Hounkpatin    | Pilier              | 29 juillet 1991   | France               |            | Rouen Normandie rugby | 2018                    | JIFF                                  |
| Marc-Antoine Rallier  | Talonneur           | 2 décembre 1988   | France               | -          | Colomiers rugby       | 2011                    | JIFF                                  |
| Jody Jenneker         | Talonneur           | 10 avril 1984     | Afrique du Sud       | -          | US Oyonnax            | 2016                    | NON JIFF                              |
| Kévin Firmin          | Talonneur           | 20 avril 1992     | France               | -          | US Dax                | 2017                    | JIFF                                  |
| Rodrigo Capó Ortega   | Deuxième ligne      | 8 décembre 1980   | Uruguay              |            | SO Millau             | 2002                    | NON JIFF                              |
| Christophe Samson     | Deuxième ligne      | 1er mars 1984     | France               |            | RC Toulon             | 2012                    | JIFF                                  |
| Victor Moreaux        | Deuxième ligne      | 19 septembre 1993 | France               |            | Stade Toulousain      | 2013                    | JIFF                                  |
| Loïc Jacquet          | Deuxième ligne      | 31 mars 1985      | France               |            | ASM Clermont          | 2016                    | JIFF                                  |
| Thibault Lassalle     | Deuxième ligne      | 22 août 1987      | France               |            | RC Toulon             | 2016                    | JIFF                                  |
| Steve Mafi            | Deuxième ligne      | 9 décembre 1989   | Tonga                |            | Western Force         | 2016                    | NON JIFF                              |
| Yannick Caballero     | 3e ligne aile       | 3 avril 1983      | France               |            | US Montauban          | 2009                    | JIFF                                  |
| Mathieu Babillot      | 3e ligne aile       | 9 septembre 1993  | France               |            | Formé au club         | 2013                    | JIFF                                  |
| Alex Tulou            | 3e ligne aile       | 21 mars 1987      | Nouvelle-Zélande     | -          | Montpellier HR        | 2015                    | NON JIFF                              |
| Maama Vaipulu         | 3e ligne            | 21 juillet 1989   | Tonga                |            | Chiefs                | 2016                    | NON JIFF                              |
| Anthony Jelonch       | 3e ligne aile       | 28 juillet 1996   | France               |            | Formé au club         | 2016                    | JIFF                                  |
| Baptiste Delaporte    | 3e ligne aile       | 27 mars 1997      | France               |            | Formé au club         | 2017                    | JIFF                                  |
| Camille Gérondeau     | 3e ligne aile       | 12 mars 1988      | France               |            | ASM Clermont          | 2018                    | JIFF                                  |
| Kévin Gimeno          | 3e ligne aile       | 11 septembre 1991 | France               |            | US Carcassonne        | 2018                    | JIFF                                  |
| Rory Kockott          | Demi de mêlée       | 25 juin 1986      | France               |            | Lions                 | 2011                    | NON JIFF                              |
| Ludovic Radosavljevic | Demi de mêlée       | 17 août 1989      | France               |            | ASM Clermont          | 2017                    | JIFF                                  |
| Yohan Domenech        | Demi de mêlée       | 19 avril 1993     | France               | -          | US Carcassonne        | 2017                    | JIFF                                  |
| Benjamín Urdapilleta  | Demi d'ouverture    | 11 mars 1989      | Argentine            |            | US Oyonnax            | 2015                    | NON JIFF                              |
| Pierre Tatre          | Demi d'ouverture    | 22 février 1999   | France               |            | Saône Seille Rugby    | 2017                    | JIFF                                  |
| Yohan Le Bourhis      | Demi d'ouverture    | 14 mars 1994      | France               |            | Biarritz olympique    | 2017                    | JIFF                                  |
| Florian Vialelle      | Trois-quarts centre | 5 octobre 1993    | France               | -          | SC Albi               | 2014                    | JIFF                                  |
| Thomas Combezou       | Trois-quarts centre | 26 janvier 1987   | France               | -          | Montpellier           | 2014                    | JIFF                                  |
| Robert Ebersohn       | Trois-quarts centre | 23 février 1989   | Afrique du Sud       | -          | Montpellier HR        | 2016                    | NON JIFF                              |
| Lucas Tharin          | Trois-quarts centre | 31 décembre 1998  | France               |            | RC Narbonne           | 2018                    | JIFF                                  |
| Yann David            | Trois-quarts centre | 15 avril 1988     | France               |            | Stade toulousain      | 2018                    | JIFF                                  |
| David Smith           | Trois-quarts aile   | 12 octobre 1986   | Nouvelle-Zélande     | -          | RC Toulon             | 2015                    | NON JIFF                              |
| Julien Caminati       | Ailier              | 28 octobre 1985   | France               | -          | RC Toulon             | 2016                    | JIFF                                  |
| Armand Batlle         | Trois-quarts aile   | 12 avril 1987     | France               | -          | FC Grenoble           | 2017                    | JIFF                                  |
| Taylor Paris          | Trois-quarts aile   | 6 octobre 1992    | Canada               |            | SU Agen               | 2017                    | JIFF                                  |
| Martin Laveau         | Trois-quarts aile   | 10 septembre 1996 | France               |            | Aviron bayonnais      | 2018                    | JIFF                                  |
| Antoine Bouzerand     | Trois-quarts aile   | 26 mai 1999       | France               |            | Cahors rugby          | 2018                    | JIFF                                  |
| Julien Dumora         | Arrière             | 24 mars 1988      | France               | -          | Lyon                  | 2014                    | JIFF                                  |
| Geoffrey Palis        | Arrière             | 8 juillet 1991    | France               | -          | Albi                  | 2013                    | JIFF                                  |
| Colin Gerbaud         | Arrière             | 30 septembre 1999 | France               |            | Stade rochelais       | 2016                    | JIFF                                  |
| Scott Spedding        | Arrière             | 4 mai 1986        | France               |            | ASM Clermont          | 2018                    | NON JIFF                              |

## Calendrier et résultats

### Top 14
| - Montpellier HR - Castres Olympique : 20 - 25 - Castres Olympique - Lyon OU : 19 - 16 - RC Toulon - Castres Olympique : 28 - 27 - Castres Olympique - FC Grenoble : 29 - 13 - Racing 92 - Castres Olympique : 27 - 11 - Stade toulousain - Castres Olympique : 22 - 26 - Castres Olympique - Stade français Paris : 9-14 - ASM Clermont - Castres Olympique : 41 - 6 - Castres Olympique - Section paloise : 37 - 10 - USA Perpignan - Castres Olympique : 12 - 16 - Castres Olympique - SU Agen : 13-16 - Castres Olympique - Union Bordeaux-Bègles : 13-32 - Stade rochelais - Castres Olympique : 53 - 27 | - Castres Olympique - Montpellier HR : 9 - 12 - Lyon OU - Castres Olympique : 15 - 23 - Castres Olympique - RC Toulon : 16 - 25 - FC Grenoble - Castres Olympique : 6 - 16 - Castres Olympique - Racing 92 : 18 - 9 - Castres Olympique - Stade toulousain : 20 - 21 - Stade français Paris - Castres Olympique : 32 - 16 - Castres Olympique - ASM Clermont : 24 - 16 - Section paloise - Castres Olympique : 9 - 14 - Castres Olympique - USA Perpignan : 36 - 17 - SU Agen - Castres Olympique : 10 - 17 - Union Bordeaux-Bègles - Castres Olympique : 12 - 16 - Castres Olympique - Stade rochelais : 25 - 11 |

| Rang | Club                  | J  | V  | N | D  | Bo | Bd | Pm  | Pe  | Diff | Pts |
| ---- | --------------------- | -- | -- | - | -- | -- | -- | --- | --- | ---- | --- |
| 1    | Stade toulousain      | 26 | 21 | 2 | 3  | 9  | 1  | 820 | 508 | +312 | 98  |
| 2    | ASM Clermont          | 26 | 16 | 3 | 7  | 9  | 4  | 828 | 535 | +293 | 83  |
| 3    | Lyon OU               | 26 | 17 | 1 | 8  | 7  | 1  | 683 | 525 | +158 | 78  |
| 4    | Racing 92             | 26 | 15 | 1 | 10 | 8  | 4  | 750 | 563 | +187 | 74  |
| 5    | Stade rochelais       | 26 | 16 | 0 | 10 | 6  | 1  | 719 | 616 | +103 | 71  |
| 6    | Montpellier HR        | 26 | 14 | 1 | 11 | 6  | 6  | 659 | 546 | +113 | 70  |
| 7    | Castres olympique (T) | 26 | 15 | 0 | 11 | 4  | 5  | 508 | 499 | +9   | 69  |
| 8    | Stade français Paris  | 26 | 14 | 0 | 12 | 4  | 4  | 583 | 579 | +4   | 64  |
| 9    | RC Toulon             | 26 | 12 | 0 | 14 | 6  | 3  | 572 | 542 | +30  | 57  |
| 10   | Union Bordeaux Bègles | 26 | 12 | 1 | 13 | 4  | 3  | 618 | 711 | -93  | 57  |
| 11   | Section paloise       | 26 | 9  | 0 | 17 | 2  | 5  | 501 | 763 | -262 | 43  |
| 12   | SU Agen               | 26 | 8  | 1 | 17 | 0  | 4  | 431 | 654 | -223 | 38  |
| 13   | FC Grenoble (P)       | 26 | 5  | 2 | 19 | 0  | 5  | 448 | 691 | -243 | 29  |
| 14   | USA Perpignan (P)     | 26 | 2  | 0 | 24 | 0  | 4  | 433 | 821 | -388 | 12  |

### Coupe d'Europe
Dans la Coupe d'Europe le Castres Olympique, fait partie de la poule 4 et sera opposé aux Anglais de Exeter Chiefs et de Gloucester RFC et aux Irlandais du Munster.
| - Gloucester RFC - Castres Olympique : 19 - 14 - Castres Olympique - Exeter Chiefs : 29 - 25 - Munster - Castres Olympique : 30 - 5 | - Castres Olympique - Munster : 13 - 12 - Exeter Chiefs - Castres Olympique : 34 - 12 - Castres Olympique - Gloucester RFC : 24 - 22 |

Avec 3 victoires et 3 défaites, le Castres olympique termine 3e de la poule et n'est pas qualifié pour les quarts de finale. 

| Rang | Équipe            | J | V | N | D | Em | Ee | Bo | Bd | Pm  | Pe  | Diff | Pts |
| ---- | ----------------- | - | - | - | - | -- | -- | -- | -- | --- | --- | ---- | --- |
| 1    | Munster           | 6 | 4 | 1 | 1 | 14 | 9  | 2  | 1  | 138 | 72  | +66  | 21  |
| 2    | Exeter Chiefs     | 6 | 2 | 1 | 3 | 18 | 11 | 2  | 2  | 124 | 104 | +20  | 14  |
| 3    | Castres olympique | 6 | 3 | 0 | 3 | 11 | 16 | 1  | 1  | 97  | 142 | -45  | 14  |
| 4    | Gloucester Rugby  | 6 | 2 | 0 | 4 | 15 | 22 | 0  | 1  | 122 | 163 | -41  | 9   |

## Statistiques

### Championnat de France
Meilleurs réalisateurs
| Rang | Joueur               | Poste               | Points | Essais | Transf. | Pén. | Drops |
| ---- | -------------------- | ------------------- | ------ | ------ | ------- | ---- | ----- |
| 1    | Benjamín Urdapilleta | Demi d'ouverture    | 224    | 3      | 22      | 52   | 3     |
| 2    | Rory Kockott         | Demi de mêlée       | 60     | 2      | 4       | 14   | -     |
| 3    | Thomas Combezou      | Trois-quarts centre | 30     | 6      | -       | -    | -     |

Meilleurs marqueurs
| Rang | Joueur               | Poste               | Essais |
| ---- | -------------------- | ------------------- | ------ |
| 1    | Thomas Combezou      | Trois-quarts centre | 6      |
| 2    | Alex Tulou           | 3e ligne aile       | 6      |
| 3    | Marc-Antoine Rallier | Talonneur           | 5      |
| 4    | Martin Laveau        | Trois-quarts aile   | 3      |
| 5    | Scott Spedding       | Arrière             | 3      |

### Coupe d'Europe
Meilleurs réalisateurs
| Rang | Joueur | Poste | Points | Essais | Transf. | Pén. | Drops |
| ---- | ------ | ----- | ------ | ------ | ------- | ---- | ----- |
| 1    | -      | -     | -      | -      | -       | -    | -     |
| 2    | -      | -     | -      | -      | -       | -    | -     |
| 3    | -      | -     | -      | -      | -       | -    | -     |

Meilleurs marqueurs
| Rang | Joueur | Poste | Essais |
| ---- | ------ | ----- | ------ |
| 1    | -      | -     | -      |
| 2    | -      | -     | -      |
| 3    | -      | -     | -      |
| 4    | -      | -     | -      |
| 5    | -      | -     | -      |